# Kalamazoo (Míchigan)
Kalamazoo es una ciudad ubicada en el condado de Kalamazoo en el estado estadounidense de Míchigan. En el Censo de 2010 tenía una población de 74.262 habitantes y una densidad poblacional de 1.141,61 personas por km².
En la ciudad se encuentra el distrito Histórico de Bronson Park, incluido en el Registro Nacional de Lugares Históricos en 1983.

## Geografía
Kalamazoo se encuentra ubicada en las coordenadas 42°16′31″N 85°35′19″O / 42.27528, -85.58861. Según la Oficina del Censo de los Estados Unidos, Kalamazoo tiene una superficie total de 65.05 km², de la cual 63.93 km² corresponden a tierra firme y (1.72%) 1.12 km² es agua.

## Demografía
Según el censo de 2010, había 74262 personas residiendo en Kalamazoo. La densidad de población era de 1.141,61 hab./km². De los 74262 habitantes, Kalamazoo estaba compuesto por el 68.14% blancos, el 22.16% eran afroamericanos, el 0.52% eran amerindios, el 1.72% eran asiáticos, el 0.04% eran isleños del Pacífico, el 2.79% eran de otras razas y el 4.62% pertenecían a dos o más razas. Del total de la población el 6.38% eran hispanos o latinos de cualquier raza.